# Joe Montana Football
Joe Montana Football är ett amerikansk fotboll-spel namngivet efter Joe Montana, och utgivet 1991. Då Sega inte fick NFL-rättigheterna, namngavs lagen endast efter olika orter i USA, och den enda icke-fiktiva spelaren i spelet är Joe Montana själv.

### Fotnoter
1. ↑  Horowitz, Ken (20 november 2007). ”Behind the Design: Joe Montana Football”. www.sega-16.com. http://www.sega-16.com/2007/11/behind-the-design-joe-montana-football/. Läst 7 maj 2014.